# 해학반도도 병풍
해학반도도 병풍(海鶴蟠桃圖屛風)은 서울특별시 별시 서대문구 이화에 있는 조선시대의 해학반도도 병풍이다. 2017년 12월 7일 서울특별시의 유형문화재 제420호로 지정되었다.

## 개요
기괴한 모습의 푸른 바위산이 솟아 있고 흰 폭포가 여기저기 쏟아져 내리는 가운데 기다란 나무에서는 탐스러운 복숭아가 주렁주렁 매달려 있다. 희고 푸른 학들이 바위에 앉거나 하늘을 날아다닌다. 흰 파도가 치며 넘실거리는 바다 위로는 오색 구름 사이로 붉은 해가 떠 있다. 중국 신화에 나오는 서왕모(西王母)의 요지(瑤池)에서 불로장생의 반도(蟠桃)가 열린 장면을 환상적으로 묘사한 것이다.
해학반도 병풍은 조선시대 궁중에서 왕실의 번영과 무병장수를 염원하면서 처소를 장식하기 위해 제작했으며, 각종 행사를 기념하는 계병으로도 많이 만들어졌다. 십장생도와는 달리 사슴, 거북이 등이 등장하지 않고 반도가 강조되어 있다. 병풍 첫 번째 폭의 뒷면에 붙어있는 제첨에 “十長生圖”라고 묵서가 적혀 있지만 원래의 것은 아니다. 따라서 이 병풍의 명칭은 “해학반도도”라고 하는 것이 타당할 것이다.
이 병풍은 10폭에 그림이 연속으로 이어지는데 고급 비단에 화려한 채색안료를 아낌없이 구사하여 장식적이고 장대한 화면을 연출하였다. 복잡한 경물을 정교하면서도 정확하게 묘사한 것으로 미루어 볼 때 수준 높은 전문화가의 솜씨를 확인할 수 있다.
병풍은 원형을 거의 그대로 유지하고 있으며 양쪽 테두리에는 금속 장식인 장희(粧餙)를 다섯 개씩 부착했다. 이는 주로 궁중에서 사용한 최상품 병풍에 나타나는 형식이다. 다만 돌쩌귀 부분은 꽃무늬 천으로 마감했는데 전통적인 방식이 아니어서 후대에 보수한 것으로 여겨진다.

## 참고 문헌
- 해학반도도 병풍 - 국가유산청 국가유산포털